# 와부도서관
와부도서관은 경기도 남양주시 와부읍 소재의 도서관이다.

## 연혁
- 2008. 4. 13 착공
- 2009. 5. 31 준공
- 2009. 7. 14 와부도서관 개관
- 2010. 3. 2 와부도서관 꿈나무 안심학교 개교

## 시설현황
와부도서관은 지하 1층, 지상 5층의 규모로 설립되었다.
- 지하1층: 북카페, 매점
- 1층: 노트북실, 특수자료실
- 2층: 문화강연실, 어린이자료실
- 3층: 열람실
- 4층: 문화강연실, 문헌정보실
- 5층: 문화강연실, 세미나실, 디지털정보실

## 이용 안내
이용 시간
- 학생열람실, 일반열람실: 08:00 ∼ 24:00(첫째, 셋째 토요일 08:00 ~ 18:00 단축운영)
- 문헌정보실: 09:00 ∼ 22:00(월~금) / 09:00 ∼ 18:00(토~일)
- 어린이자료실, 디지털자료실, 정기간행물실, 실학자료실: 매일 09:00 ∼ 18:00

휴관일
- 설 당일, 추석 당일
- 임시휴관: 특별한 사유로 평생교육원장이 지정하는 날